# Periplaneta malaica
Periplaneta malaica är en kackerlacksart som beskrevs av Heinrich Hugo Karny 1908. Periplaneta malaica ingår i släktet Periplaneta och familjen storkackerlackor. Inga underarter finns listade i Catalogue of Life.